# NGC 610
NGC 610 is een niet bestaand object in het sterrenbeeld Walvis. Het hemelobject werd in 1886 gelokaliseerd door de Amerikaanse astronoom Frank Muller.